# Callopsylla dolabris
Callopsylla dolabris är en loppart som först beskrevs av Jordan et Rothschild 1911.  Callopsylla dolabris ingår i släktet Callopsylla och familjen fågelloppor. Inga underarter finns listade i Catalogue of Life.